# Équipe du Nigeria de football à la Coupe d'Afrique des nations 2019
L’équipe du Nigeria de football participe à la coupe d'Afrique des nations 2019 organisée en Égypte du 21 juin au 19 juillet 2019. Il termine à la troisième place.

## Qualifications
Le Nigeria est placé dans le groupe E des qualifications qui se déroulent du 9 juin 2017 au 23 mars 2019. Il obtient sa qualification à l'issue de la cinquième journée.

### Résultats
| Rang | Équipe         | Pts | J | G | N | P | Bp | Bc | Diff |  | Résultats (▼ dom., ► ext.) |     |     |     |     |
| ---- | -------------- | --- | - | - | - | - | -- | -- | ---- |  | -------------------------- | --- | --- | --- | --- |
| 1    | Nigeria        | 13  | 6 | 4 | 1 | 1 | 14 | 6  | +8   |  | Nigeria                    |     | 0-2 | 4-0 | 3-1 |
| 2    | Afrique du Sud | 12  | 6 | 3 | 3 | 0 | 11 | 2  | +9   |  | Afrique du Sud             | 1-1 |     | 0-0 | 6-0 |
| 3    | Libye          | 7   | 6 | 2 | 1 | 3 | 16 | 11 | +5   |  | Libye                      | 2-3 | 1-2 |     | 5-1 |
| 4    | Seychelles     | 1   | 6 | 0 | 1 | 5 | 3  | 25 | -22  |  | Seychelles                 | 0-3 | 0-0 | 1-8 |     |

| 10 juin 2017 | Nigeria | 0 - 2 | Afrique du Sud       |                                                                          |                                                                          |
| 17h00 UTC+1  |         | (0-0) | 54e Rantie · 81e Tau | Godswill Akpabio International Stadium, Uyo Arbitrage : Youssef Essrayri | Godswill Akpabio International Stadium, Uyo Arbitrage : Youssef Essrayri |
| 17h00 UTC+1  | Rapport |       |                      | Godswill Akpabio International Stadium, Uyo Arbitrage : Youssef Essrayri | Godswill Akpabio International Stadium, Uyo Arbitrage : Youssef Essrayri |

| 8 septembre 2018 | Seychelles | 0 - 3 | Nigeria                             |                                                  |                                                  |
| 16h30 (UTC+4)    |            | (0-2) | 15e Musa · 34e Awaziem · 57e Ighalo | Stade Linité, Victoria Arbitrage : Davies Omweno | Stade Linité, Victoria Arbitrage : Davies Omweno |
| 16h30 (UTC+4)    | Rapport    |       |                                     | Stade Linité, Victoria Arbitrage : Davies Omweno | Stade Linité, Victoria Arbitrage : Davies Omweno |

| 13 octobre 2018 | Nigeria                             | 4 - 0 | Libye |                                                                                   |                                                                                   |
|                 | Ighalo 4e (pen.) 58e 69e · Kalu 90e | (1-0) |       | Godswill Akpabio International Stadium, Uyo Arbitrage : Jean-Jacques Ndala Ngambo | Godswill Akpabio International Stadium, Uyo Arbitrage : Jean-Jacques Ndala Ngambo |
|                 | Rapport                             |       |       | Godswill Akpabio International Stadium, Uyo Arbitrage : Jean-Jacques Ndala Ngambo | Godswill Akpabio International Stadium, Uyo Arbitrage : Jean-Jacques Ndala Ngambo |

| 16 octobre 2018 | Libye                  | 2 - 3 | Nigeria                   |                                                             |                                                             |
|                 | Zubya 34e · Benali 73e | (1-2) | 13e 80e Ighalo · 16e Musa | Stade Taïeb-Mehiri, Sfax (Tunisie) Arbitrage : Joshua Bondo | Stade Taïeb-Mehiri, Sfax (Tunisie) Arbitrage : Joshua Bondo |
|                 | Rapport                |       |                           | Stade Taïeb-Mehiri, Sfax (Tunisie) Arbitrage : Joshua Bondo | Stade Taïeb-Mehiri, Sfax (Tunisie) Arbitrage : Joshua Bondo |

| 17 novembre 2018 | Afrique du Sud | 1 - 1   | Nigeria            |                                                       |                                                       |
|                  | Mothiba 25e    | (1 - 1) | 9e (csc) Mkhwanazi | FNB Stadium, Johannesbourg Arbitrage : Bakary Gassama | FNB Stadium, Johannesbourg Arbitrage : Bakary Gassama |
|                  | Rapport        |         |                    | FNB Stadium, Johannesbourg Arbitrage : Bakary Gassama | FNB Stadium, Johannesbourg Arbitrage : Bakary Gassama |

| 22 mars 2019 | Nigeria                                       | 3 - 1 | Seychelles  |                                                          |                                                          |
|              | Etebo 35e (pen.) · Onyekuru 50e · Simon 90+1e | (1-1) | 41e Melanie | Stephen Keshi Stadium, Asaba Arbitrage : Fabricio Duarte | Stephen Keshi Stadium, Asaba Arbitrage : Fabricio Duarte |
|              | Rapport                                       |       |             | Stephen Keshi Stadium, Asaba Arbitrage : Fabricio Duarte | Stephen Keshi Stadium, Asaba Arbitrage : Fabricio Duarte |

### Statistiques

#### Buteurs
| Buts | Joueurs                                                                      |
| ---- | ---------------------------------------------------------------------------- |
| 6    | Odion Ighalo                                                                 |
| 2    | Ahmed Musa                                                                   |
| 1    | Chidozie Awaziem, Oghenekaro Etebo, Samuel Kalu, Henry Onyekuru, Moses Simon |
| csc  | Buhle Mkhwanazi                                                              |

## Préparation
Quatre jours après la fin des éliminatoires, le Nigeria reçoit l'Égypte en amical. Il s'impose 1-0 grâce à un but inscrit par Paul Onuachu dès la 8e seconde.
La préparation des Super Eagles commence par un stage à Asaba à partir du 2 juin. Ils y disputent un match amical face au Zimbabwe (0-0) le 8 juin. Le lendemain ils rejoignent Ismaïlia en Égypte, où ils s'inclinent face au Sénégal (0-1) le 16 juin.
| 26 mars 2019 | Nigeria     | 1 - 0 | Égypte |                                                             |                                                             |
|              | Onuachu 1re | (1-0) |        | Stephen Keshi Stadium, Asaba Arbitrage : Charles Benle Bulu | Stephen Keshi Stadium, Asaba Arbitrage : Charles Benle Bulu |

| 8 juin 2019 | Nigeria | 0 - 0 | Zimbabwe |                              |                              |
|             |         | (0-0) |          | Stephen Keshi Stadium, Asaba | Stephen Keshi Stadium, Asaba |

| 16 juin 2019                                                                                     | Sénégal   | 1 - 0                                                                                              | Nigeria |                            |                            |
|                                                                                                  | Gueye 18e | (1-0)                                                                                              |         | Stade d'Ismaïlia, Ismaïlia | Stade d'Ismaïlia, Ismaïlia |
| Mendy - Wagué, S. Sané, Koulibaly, Sabaly - A. N'Diaye, Gueye, Diatta - Keita Baldé, Sarr, Niang | Équipes   | Akpeyi - Omeruo, troost-Ekong, Collins - Chukwueze, Obi Mikel, Ndidi, Etebo, Iwobi - Musa, Osimhen |         | Stade d'Ismaïlia, Ismaïlia | Stade d'Ismaïlia, Ismaïlia |

## Compétition

### Tirage au sort
Le tirage au sort de la CAN se déroule 12 avril 2019 au Caire, face au Sphinx et aux Pyramides. Le Nigeria est placé dans le chapeau 1 grâce à son classement FIFA.
Le tirage au sort donne alors comme adversaires des Super Eagles, la Guinée (chapeau 2, 68e au classement FIFA), Madagascar (chapeau 3, 107e) et le Burundi (chapeau 4, 136e) dans le groupe B.

### Effectif
Une pré-sélection de vingt-cinq joueurs est annoncée le 14 mai. Elle est complétée par six réservistes : Theophilus Afelokhai, Brian Idowu, Ikouwem Udo, Mikel Agu, Junior Ajayi et Valentine Ozornwafor. La liste finale est dévoilée le 9 juin. Kelechi Iheanacho et Semi Ajayi sont les deux joueurs non-retenus.

### Premier tour
| Rang | Équipe     | Pts | J | G | N | P | Bp | Bc | Diff |  | Résultats (▼ dom., ► ext.) |     |     |     |     |
| ---- | ---------- | --- | - | - | - | - | -- | -- | ---- |  | -------------------------- | --- | --- | --- | --- |
| 1    | Madagascar | 7   | 3 | 2 | 1 | 0 | 5  | 2  | +3   |  | Madagascar                 |     | 2-0 | 2-2 | 1-0 |
| 2    | Nigeria    | 6   | 3 | 2 | 0 | 1 | 2  | 2  | 0    |  | Nigeria                    | 0-2 |     | 1-0 | 1-0 |
| 3    | Guinée     | 4   | 3 | 1 | 1 | 1 | 4  | 3  | +1   |  | Guinée                     | 2-2 | 0-1 |     | 2-0 |
| 4    | Burundi    | 0   | 3 | 0 | 0 | 3 | 0  | 4  | -4   |  | Burundi                    | 0-1 | 0-1 | 0-2 |     |

     Équipe qualifiée ou victorieuse; Pts = points; J = joués; G = gagnés; N = nuls; P = perdus;
Bp = buts pour; Bc = buts contre; Diff = différence de buts
| 22 juin 2019 | Nigeria    | 1 - 0   | Burundi      | Stade d'Alexandrie, Alexandrie                  |                                                 |
| 19h00 CAT    | Ighalo 77e | (0 - 0) |              | Spectateurs : 3 192 Arbitrage : Bernard Camille | Spectateurs : 3 192 Arbitrage : Bernard Camille |
| 19h00 CAT    |            | Rapport | 63e Nahimana | Spectateurs : 3 192 Arbitrage : Bernard Camille | Spectateurs : 3 192 Arbitrage : Bernard Camille |

| 26 juin 2019 | Nigeria              | 1 - 0   | Guinée                 | Stade d'Alexandrie, Alexandrie                              |                                                             |
| 16h30 CAT    | Omeruo 73e           | (0 - 0) |                        | Spectateurs : 10 388 Arbitrage : Helder Martins de Carvalho | Spectateurs : 10 388 Arbitrage : Helder Martins de Carvalho |
| 16h30 CAT    | Musa 62e · Etebo 90e | Rapport | 27e Falette · 65e Seka | Spectateurs : 10 388 Arbitrage : Helder Martins de Carvalho | Spectateurs : 10 388 Arbitrage : Helder Martins de Carvalho |

| 30 juin 2019 | Madagascar                              | 2 - 0   | Nigeria | Stade d'Alexandrie, Alexandrie                 |                                                |
| 18h00 CAT    | Nomenjanahary 13e · Andriamatsinoro 53e | (1 - 0) |         | Spectateurs : 9 895 Arbitrage : Bakary Gassama | Spectateurs : 9 895 Arbitrage : Bakary Gassama |
| 18h00 CAT    | Ilaimaharitra 80e                       | Rapport |         | Spectateurs : 9 895 Arbitrage : Bakary Gassama | Spectateurs : 9 895 Arbitrage : Bakary Gassama |

### Phase à élimination directe
| Huitième de finale       | Nigeria                    | 3 - 2   | Cameroun                 | Stade d'Alexandrie, Alexandrie |                          |
| 6 juillet 2019 18h00 CAT | Ighalo 19e 63e · Iwobi 66e | (1 - 2) | 41e Bahoken · 44e Njie   | Arbitrage : Joshua Bondo       | Arbitrage : Joshua Bondo |
| 6 juillet 2019 18h00 CAT | Awaziem 70e                | Rapport | 28e Kunde · 51e Mandjeck | Arbitrage : Joshua Bondo       | Arbitrage : Joshua Bondo |

| Quart de finale           | Nigeria                          | 2 - 1   | Afrique du Sud                                      | Stade International, Le Caire |                            |
| 10 juillet 2019 21h00 CAT | Chukwueze 27e · Troost-Ekong 89e | (1 - 0) | 71e Zungu                                           | Arbitrage : Redouane Jiyed    | Arbitrage : Redouane Jiyed |
| 10 juillet 2019 21h00 CAT | Musa 35e                         | Rapport | 14e Mothiba · 49e Hlatshwayo · 62e Tau · 75e Mkhize | Arbitrage : Redouane Jiyed    | Arbitrage : Redouane Jiyed |

| Demi-finale               | Algérie                                  | 2 - 1   | Nigeria           | Stade International, Le Caire                   |                                                 |
| 14 juillet 2019 21h00 CAT | Troost-Ekong 40e (csc) · Mahrez 90+5e    | (1-0)   | 72e (pen.) Ighalo | Spectateurs : 49 775 Arbitrage : Bakary Gassama | Spectateurs : 49 775 Arbitrage : Bakary Gassama |
| 14 juillet 2019 21h00 CAT | Bounedjah 52e · Feghouli 68e · Mandi 71e | Rapport | 88e Awaziem       | Spectateurs : 49 775 Arbitrage : Bakary Gassama | Spectateurs : 49 775 Arbitrage : Bakary Gassama |

| Match pour la 3e place    | Tunisie                   | 0 - 1   | Nigeria   | Stade Al Salam, Le Caire                     |                                              |
| 17 juillet 2019 21h00 CAT |                           | (0-1)   | 3e Ighalo | Spectateurs : 6 340 Arbitrage : Gehad Grisha | Spectateurs : 6 340 Arbitrage : Gehad Grisha |
| 17 juillet 2019 21h00 CAT | Chaalali 60e · Bedoui 90e | Rapport | 18e Ndidi | Spectateurs : 6 340 Arbitrage : Gehad Grisha | Spectateurs : 6 340 Arbitrage : Gehad Grisha |

### Statistiques

#### Temps de jeu
| Joueur               |          |          |          |          |          |          |          | TT       | But inscrit | MJ       | MT       | Légende |
| -------------------- | -------- | -------- | -------- | -------- | -------- | -------- | -------- | -------- | ----------- | -------- | -------- | --- |
| Gardiens             | Gardiens | Gardiens | Gardiens | Gardiens | Gardiens | Gardiens | Gardiens | Gardiens | Gardiens    | Gardiens | Gardiens | Abréviations et symboles : TT : Total de minutes jouées MJ : Nombre de matchs joués MT : Matchs joués en tant que titulaire : but : joueur entré : joueur remplacé : capitaine : carton jaune : carton rouge |
| Ikechukwu Ezenwa     | -        | -        | 90       | -        | -        | -        | -        | 90       | -           | 1        | 1        | Abréviations et symboles : TT : Total de minutes jouées MJ : Nombre de matchs joués MT : Matchs joués en tant que titulaire : but : joueur entré : joueur remplacé : capitaine : carton jaune : carton rouge |
| Francis Uzoho        | -        | -        | -        | -        | -        | -        | 90       | 90       | -           | 1        | 1        | Abréviations et symboles : TT : Total de minutes jouées MJ : Nombre de matchs joués MT : Matchs joués en tant que titulaire : but : joueur entré : joueur remplacé : capitaine : carton jaune : carton rouge |
| Daniel Akpeyi        | 90       | 90       | -        | 90       | 90       | 90       | -        | 450      | -           | 5        | 5        | Abréviations et symboles : TT : Total de minutes jouées MJ : Nombre de matchs joués MT : Matchs joués en tant que titulaire : but : joueur entré : joueur remplacé : capitaine : carton jaune : carton rouge |
| Défenseurs           |          |          |          |          |          |          |          |          |             |          |          | Abréviations et symboles : TT : Total de minutes jouées MJ : Nombre de matchs joués MT : Matchs joués en tant que titulaire : but : joueur entré : joueur remplacé : capitaine : carton jaune : carton rouge |
| Kenneth Omeruo       | 90       | 90       | -        | 90       | 90       | 90       | 90       | 540      | 1           | 6        | 6        | Abréviations et symboles : TT : Total de minutes jouées MJ : Nombre de matchs joués MT : Matchs joués en tant que titulaire : but : joueur entré : joueur remplacé : capitaine : carton jaune : carton rouge |
| Abdullahi Shehu      | 42       | -        | -        | -        | -        | -        | -        | 42       | -           | 1        | 1        | Abréviations et symboles : TT : Total de minutes jouées MJ : Nombre de matchs joués MT : Matchs joués en tant que titulaire : but : joueur entré : joueur remplacé : capitaine : carton jaune : carton rouge |
| William Troost-Ekong | 90       | -        | 90       | 90       | 90       | 90       | 90       | 540      | 1           | 6        | 6        | Abréviations et symboles : TT : Total de minutes jouées MJ : Nombre de matchs joués MT : Matchs joués en tant que titulaire : but : joueur entré : joueur remplacé : capitaine : carton jaune : carton rouge |
| Leon Balogun         | -        | 90       | 90       | 0        | 0        | -        | -        | 180      | -           | 4        | 2        | Abréviations et symboles : TT : Total de minutes jouées MJ : Nombre de matchs joués MT : Matchs joués en tant que titulaire : but : joueur entré : joueur remplacé : capitaine : carton jaune : carton rouge |
| Ola Aina             | 90       | 90       | 90       | 90       | -        | -        | 90       | 450      | -           | 5        | 5        | Abréviations et symboles : TT : Total de minutes jouées MJ : Nombre de matchs joués MT : Matchs joués en tant que titulaire : but : joueur entré : joueur remplacé : capitaine : carton jaune : carton rouge |
| Jamilu Collins       | -        | -        | -        | -        | 90       | 90       | 90       | 270      | -           | 3        | 3        | Abréviations et symboles : TT : Total de minutes jouées MJ : Nombre de matchs joués MT : Matchs joués en tant que titulaire : but : joueur entré : joueur remplacé : capitaine : carton jaune : carton rouge |
| Chidozie Awaziem     | 48       | 90       | 90       | 90       | 90       | 90       | -        | 498      | -           | 6        | 5        | Abréviations et symboles : TT : Total de minutes jouées MJ : Nombre de matchs joués MT : Matchs joués en tant que titulaire : but : joueur entré : joueur remplacé : capitaine : carton jaune : carton rouge |
| Milieux              |          |          |          |          |          |          |          |          |             |          |          | Abréviations et symboles : TT : Total de minutes jouées MJ : Nombre de matchs joués MT : Matchs joués en tant que titulaire : but : joueur entré : joueur remplacé : capitaine : carton jaune : carton rouge |
| John Obi Mikel       | 58       | -        | 59       | -        | -        | -        | -        | 117      | -           | 2        | 2        | Abréviations et symboles : TT : Total de minutes jouées MJ : Nombre de matchs joués MT : Matchs joués en tant que titulaire : but : joueur entré : joueur remplacé : capitaine : carton jaune : carton rouge |
| Alex Iwobi           | 90       | 72       | 31       | 90       | 90       | 90       | 90       | 553      | 1           | 6        | 5        | Abréviations et symboles : TT : Total de minutes jouées MJ : Nombre de matchs joués MT : Matchs joués en tant que titulaire : but : joueur entré : joueur remplacé : capitaine : carton jaune : carton rouge |
| Wilfred Ndidi        | 90       | 90       | 45       | 90       | 90       | 90       | 90       | 585      | -           | 7        | 6        | Abréviations et symboles : TT : Total de minutes jouées MJ : Nombre de matchs joués MT : Matchs joués en tant que titulaire : but : joueur entré : joueur remplacé : capitaine : carton jaune : carton rouge |
| Oghenekaro Etebo     | 90       | 90       | 90       | 90       | 90       | 90       | 90       | 630      | -           | 7        | 7        | Abréviations et symboles : TT : Total de minutes jouées MJ : Nombre de matchs joués MT : Matchs joués en tant que titulaire : but : joueur entré : joueur remplacé : capitaine : carton jaune : carton rouge |
| Moses Simon          | -        | 90       | 17       | 61       | 9        | -        | 15       | 192      | -           | 5        | 2        | Abréviations et symboles : TT : Total de minutes jouées MJ : Nombre de matchs joués MT : Matchs joués en tant que titulaire : but : joueur entré : joueur remplacé : capitaine : carton jaune : carton rouge |
| John Ogu             | -        | -        | 45       | -        | -        | -        | -        | 45       | -           | 1        | 1        | Abréviations et symboles : TT : Total de minutes jouées MJ : Nombre de matchs joués MT : Matchs joués en tant que titulaire : but : joueur entré : joueur remplacé : capitaine : carton jaune : carton rouge |
| Henry Onyekuru       | -        | -        | -        | -        | -        | 12       | -        | 12       | -           | 1        | -        | Abréviations et symboles : TT : Total de minutes jouées MJ : Nombre de matchs joués MT : Matchs joués en tant que titulaire : but : joueur entré : joueur remplacé : capitaine : carton jaune : carton rouge |
| Samuel Kalu          | -        | 0        | 73       | -        | -        | -        | 0        | 73       | -           | 3        | 1        | Abréviations et symboles : TT : Total de minutes jouées MJ : Nombre de matchs joués MT : Matchs joués en tant que titulaire : but : joueur entré : joueur remplacé : capitaine : carton jaune : carton rouge |
| Samuel Chukwueze     | 90       | 12       | -        | 29       | 90       | 78       | 90       | 389      | 1           | 6        | 4        | Abréviations et symboles : TT : Total de minutes jouées MJ : Nombre de matchs joués MT : Matchs joués en tant que titulaire : but : joueur entré : joueur remplacé : capitaine : carton jaune : carton rouge |
| Attaquants           |          |          |          |          |          |          |          |          |             |          |          | Abréviations et symboles : TT : Total de minutes jouées MJ : Nombre de matchs joués MT : Matchs joués en tant que titulaire : but : joueur entré : joueur remplacé : capitaine : carton jaune : carton rouge |
| Ahmed Musa           | 32       | 90       | 90       | 90       | 81       | 90       | 75       | 548      | -           | 7        | 6        | Abréviations et symboles : TT : Total de minutes jouées MJ : Nombre de matchs joués MT : Matchs joués en tant que titulaire : but : joueur entré : joueur remplacé : capitaine : carton jaune : carton rouge |
| Odion Ighalo         | 17       | 88       | 90       | 85       | 90       | 90       | 45       | 505      | 5           | 7        | 6        | Abréviations et symboles : TT : Total de minutes jouées MJ : Nombre de matchs joués MT : Matchs joués en tant que titulaire : but : joueur entré : joueur remplacé : capitaine : carton jaune : carton rouge |
| Victor Osimhen       | -        | -        | -        | -        | -        | -        | 45       | 45       | -           | 1        | -        | Abréviations et symboles : TT : Total de minutes jouées MJ : Nombre de matchs joués MT : Matchs joués en tant que titulaire : but : joueur entré : joueur remplacé : capitaine : carton jaune : carton rouge |
| Paul Onuachu         | 73       | 2        | -        | 5        | -        | -        | -        | 80       | -           | 3        | 1        | Abréviations et symboles : TT : Total de minutes jouées MJ : Nombre de matchs joués MT : Matchs joués en tant que titulaire : but : joueur entré : joueur remplacé : capitaine : carton jaune : carton rouge |

#### Buteurs
Avec 5 buts, Odion Ighalo est le meilleur buteur de la compétition. Il est par ailleurs désigné dans l'équipe-type de la CAF.
| Buts | Joueurs              | Adversaires                          |
| ---- | -------------------- | ------------------------------------ |
| 5    | Odion Ighalo         | Burundi Cameroun (2) Algérie Tunisie |
| 1    | Samuel Chukwueze     | Afrique du Sud                       |
| 1    | Alex Iwobi           | Cameroun                             |
| 1    | Kenneth Omeruo       | Guinée                               |
| 1    | William Troost-Ekong | Afrique du Sud                       |